# ياسر برهامي
ياسر برهامي (مواليد 25 صفر 1378 هـ الموافق 9 سبتمبر 1958) شيخ  مصري ويشغل منصب رئيس الدعوة السلفية.

## نشأته
ولد ياسر حسين محمود برهامي حشيش في مدينة كفر الدوار محافظة البحيرة في 25 صفر 1378 هـ الموافق 9 سبتمبر 1958م. حصل على بكالوريوس الطب والجراحة في عام 1982 ثم ماجستير طب الأطفال عام 1992م من جامعة الإسكندرية. كما حصل على ليسانس الشريعة الإسلامية عام 1999م من جامعة الأزهر.

## العمل الدعوي

### الدعوة السلفية
انشأ الحركة السلفية خلال دراسته في كلية الطب مع الأطباء محمد إسماعيل المقدم وأحمد فريد. وأثناء وجودهم في الكلية نشرت الرسائل الإسلامية وانتشرت محاضراتهم وخطبهم في الإسكندرية
.
تخصص الشيخ ياسر برهامي في الاعتقاد ودرس كتب محمد عبد الوهاب وخاصة كتاب التوحيد غير مرة، وكذلك كتب شيخ الإسلام ابن تيمية.
له دروس كثيرة في العقيدة والتفسير والحديث والأصول وخاصة في مسجده القريب من بيته.. فله كل يوم درس أو درسين لخاصة طلبة العلم في مسجده، هذا عدا محاضراته العامة
شارك في تأسيس معهد إعداد الدعاة للمدرسة السلفية بالإسكندرية والتدريس فيه، حيث قام بتدريس مادتي التوحيد وأصول الدعوة إلى حين إيقافه سنة 1994 م. أيضا قام بالمشاركة في كتابة مقالات مجلة صوت الدعوة إلى حين إيقافها سنة 1994.
يشرف على موقع صوت السلف.

## العمل السياسي

### تأسيس حزب النور
تأسس حزب النور السلفي ثاني أكبر حزب سياسي إسلامي إبان ثورة الخامس والعشرين من يناير. شارك في كتابة دستور مصر 2012. وحضر اجتماعا سريا بعد الانتخابات الرئاسية قبل إعلان النتيجة مع الفريق احمد شفيق لإقناعه أنه إذا تولى الحكم أن لا يستخدام العنف مع المتظاهرين (مناصري المرشح الآخر) في التحرير آن ذاك ومعرفة رأيه في تطبيق الشريعة الإسلامية في مصر.
اشتهر بمواقفه المعادية للإخوان المسلمين في الفترة الاخيرة  واعتبر انهم لا يمثلون الإسلام في شيء.

### أحداث 30 يونيو 2013
رفض فكرة الحشد والحشد المضاد وحذر من الصدام بين طوائف الشعب وطالب بالحوار بديلا عن الحل الأمني لحقن الدماء وحفظ البلاد. وأيد اتهام الاخوان بالإرهاب ووصف خطاب قيادتها بالتكفيري مخالفا بعض شركائه في الدعوة السلفية. دعم دستور 2014 وصرح «حشدا بقوة للتصويت بـ«نعم» على الدستور»  قال بأن من حق السيسي الترشح للرئاسة ووصفه بأنه «رجل متدين وذكي ولديه القدرة والكفاءة على إدارة الدولة خلال الفترة المقبلة».

## انتقادات
انتقده عبد الرحمن عبد الخالق، القيادي بالدعوة السلفية:«انكر عليه الاشتراك في الدستور والتصويت بنعم وقد دعا الشيخُ ياسر برهامي الشيخَ عبد الرحمن عبد الخالق إلى المباهلة والمناظرة في هذا الامر».

## مؤلفات
قام بشرح كتاب صحيح مسلم بشرح النووي
وكتاب رياض الصالحين
```
وكتاب 
فتح الباري

وتفسير ابن كثير

وكتاب الإيمان 
لابن تيمية

وكتاب شفاء العليل 
```

وكتاب إعلام الموقعين لابن القيم
```
وكتاب العقيدة الوسطية.
```

أول كتاب له
هو كتاب «فضل الغني الحميد» عام 1980،
```
وله مجوعات صوتية حول قضايا من قبيل
«الإيمان والكفر»
و«فقه الخلاف»
و«مشروعية العمل الجماعي» 
```

وكتاب «أريد أن ألتزم ولكن»
```
وكتاب «التزمت ولكن»
و«الرد على كتاب الإرجاء والعقيدة في الصحابة»،
كتاب «منة الرحمن»
وكتاب «لا إله إلا الله كلمة النجاة» وكتاب «الأمر بالمعروف والنهي عن المنكر» 
```

وكتاب «تأملات في سوره يوسف» وكتاب «قراءة نقدية لبعض ما ورد في كتاب ظاهرة الإرجاء والرد عليها» وكتاب «فقه الخلاف»
وكتاب«السلفية ومناهج الإصلاح»
وكتاب «أدلة اعتبار المصالح والمفاسد»
وكتاب «لماذا نؤمن بالقدر».

## وصلات خارجية
- موقع صوت السلف
- موقع انا السلفى